# Martin Mubiru
Martin Mubiru (ur. 25 grudnia 1984) − samoański bokser, brązowy medalista igrzysk Wspólnoty Narodów (2006).

## Kariera amatorska
W marcu 2006 był uczestnikiem igrzysk Wspólnoty Narodów w Melbourne. Rywalizację rozpoczął od 1/8 finału pokonując przed czasem w drugiej rundzie reprezentanta Wysp Salomona Bendicta Telovae. W ćwierćfinale pokonał na punkty (26:16) Duncana Kurię, awansując do półfinału. W półfinale przegrał minimalnie na punkty z Jacksonem Chauke, zdobywając brązowy medal w kategorii muszej.